# Geoffroy Didier
Pour les articles homonymes, voir Didier.
Geoffroy Didier, né le 12 avril 1976 à Boulogne-Billancourt, est un avocat et homme politique français.
Conseiller de Brice Hortefeux de 2005 à 2012 dans les gouvernements Villepin et Fillon I, II et III, il est conseiller régional d'Île-de-France depuis 2010 sous la présidence de Jean-Paul Huchon puis de Valérie Pécresse, dont il est vice-président chargé du Logement et de la politique de la Ville de 2015 à 2019.
Membre du parti Les Républicains (LR), il est député européen de 2017 à 2024.

## Biographie

### Études et carrière d’avocat
Geoffroy Didier est le fils de l'économiste Michel Didier. Né et ayant grandi à Tunis, polytechnicien, titulaire de la chaire d'économie de Jean-Baptiste Say au Conservatoire national des arts et métiers, Michel Didier est président de l'institut Coe-Rexecode ; il est commandeur de la Légion d'honneur. La mère de Geoffroy Didier, d'origine bretonne, est un temps responsable du service orthoptie à l'hôpital militaire du Val-de-Grâce.
Il effectue sa scolarité au lycée La Rochefoucauld (7e arrondissement de Paris).
Il est diplômé de l’Institut d'études politiques de Paris (promotion 1998, section économie-finance) puis obtient une maîtrise (1999) et un DEA (2000) en droit des affaires à l'université Paris II Panthéon Assas. Il est également diplômé de l'ESSEC Business School (2004). Parallèlement à ses études, il visite des prisons durant plusieurs années.
Il quitte ensuite la France pour les États-Unis, « espace de liberté sans snobisme ». Il est diplômé de la faculté de droit de l'université Columbia de New York (Master of laws) en 2001.
Il devient ensuite avocat aux barreaux de New York et de Paris (prestation de serment au barreau de New York en 2005 puis au barreau de Paris en 2007). Après quatre ans passés aux États-Unis, il revient en France et exerce son métier d’avocat comme collaborateur de Jean Veil. En 2005, il met entre parenthèses son métier d'avocat durant plusieurs années pour devenir membre de cabinets ministériels. Depuis le 1er janvier 2015, il a repris son métier d'avocat au sein du cabinet Carbonnier Lamaze Rasle.

### Parcours politique
Entre juin 2005 et février 2011, il est membre de différents cabinets ministériels, notamment auprès du ministre de l'Intérieur, Brice Hortefeux. Geoffroy Didier y est à la fois conseiller politique et plume du ministre.
Il s'engage véritablement en politique en 2006. Il gère alors le club politique associé à l’UMP La Diagonale, qui réunit des « sarkozystes de gauche », ou apolitiques, prônant des idées jugées « progressistes » pour le parti au pouvoir, comme le droit de vote aux municipales des étrangers sur le territoire depuis 10 ans ou encore l'ouverture du mariage et de l’adoption aux personnes homosexuelles,.
Il est élu pour la première fois conseiller régional d'Île-de-France lors des élections régionales de 2010 sur la liste de Valérie Pécresse. Il est ensuite candidat aux élections cantonales de 2011, dans le canton de Gonesse (Val-d'Oise). Il se fait remarquer, lors de ce scrutin, par l’utilisation du slogan « Non aux minarets, non à la burqa, non à l’asservissement de la femme ». Dans ce canton socialiste, où le FN s'était déjà qualifié au second tour lors des élections de 2004, il ne parvient pas à se qualifier pour le second tour, devancé par les candidats du FN et du PS. Nommé secrétaire national de l’UMP en 2011, sa notoriété croît lors de la campagne présidentielle de 2012, quand il devient l'un des porte-parole adjoints du candidat Nicolas Sarkozy, avec quelques autres jeunes élus : Franck Riester, Guillaume Peltier, Valérie Debord et Salima Saa.
À la suite de l'échec de Nicolas Sarkozy et en vue du congrès de l'UMP de novembre 2012, il co-fonde et porte avec Guillaume Peltier la motion La Droite forte, qui se déclare héritière du sarkozysme,. Très médiatisée, elle propose notamment des quotas de journalistes de droite à la télévision pour respecter le pluralisme des opinions, ou encore la suppression de l’AME pour les étrangers en situation irrégulière.
Marika Mathieu, auteure de l'ouvrage La Droite forte : année zéro, indique qu'en 2007 Geoffroy Didier faisait partie d'un club de « sarkozystes de gauche » appelé La Diagonale et qu'il était alors en accord avec l'idée du mariage homosexuel. Ce n’est que lors de son association avec Guillaume Peltier et la fondation de la Droite forte qu’il aurait adopté une position plus hostile à la mesure, appelant à un référendum sur la question et déclarant être attentif « à la préservation du mariage comme institution sociale ». Pour Thierry Mariani, fondateur du courant parlementaire La Droite populaire, qui dépose également une motion en vue du congrès, le parcours de Geoffroy Didier démontre que sa motion est une « contrefaçon » et une « construction marketing ». 
La motion arrive en tête du congrès avec près de 28 % des suffrages exprimés par les adhérents. En février 2013, Geoffroy Didier devient secrétaire général adjoint de l'UMP, derrière la titulaire du poste, Michèle Tabarot, dans le cadre de la direction « partagée » entre Jean-François Copé, qu'il a soutenu pour la présidence du parti, et François Fillon. Il est aussi l'un des fondateurs de l’Association des amis de Nicolas Sarkozy.
Il est investi candidat en cinquième position sur la liste UMP dans la circonscription d'Île-de-France lors des élections européennes de 2014. Il n'est pas élu dès 2014 car la liste n'obtient que quatre sièges, mais il rejoint le Parlement européen en décembre 2017, après l’entrée à l’Assemblée nationale de Constance Le Grip. À la suite de son élection comme président de l'UMP en 2014, Nicolas Sarkozy le nomme secrétaire national du parti, chargé de l'animation des fédérations.
Lors de la campagne des élections régionales de 2015 en Île-de-France, il est en cinquième place sur la liste des Hauts-de-Seine Les Républicains-UDI-MoDem et est l'un des porte-parole de la candidate Valérie Pécresse. Il est alors réélu conseiller régional et Valérie Pécresse, devenue présidente du conseil régional, le choisit comme vice-président du conseil régional d'Île-de-France chargé du logement et de la rénovation urbaine. Le 18 octobre 2017, lors du renouvellement de l'exécutif de la région Île-de-France, Geoffroy Didier voit son portefeuille élargi à l'attractivité, en plus du logement et de la rénovation urbaine.
Le 29 mars 2016, il annonce sa candidature à la primaire française de la droite et du centre de 2016. S’il obtient les parrainages nécessaires de militants et d'élus locaux, il n'obtient pas tous les parrainages nécessaires de parlementaires pour pouvoir se présenter. Le 15 novembre, il se rallie à Alain Juppé. Dans le cadre de la campagne présidentielle de François Fillon, vainqueur de la primaire, il est nommé responsable de son programme logement. Le 30 janvier 2017, il est élu président de l'Établissement public foncier d'Île-de-France.
Pour le congrès des Républicains de 2017, Geoffroy Didier annonce accorder un soutien « vigilant mais bienveillant » à Laurent Wauquiez, critiquant le « conservatisme sociétal » de la droite. Ce dernier le nomme directeur de campagne le mercredi suivant. Après sa victoire, il est nommé le 13 décembre secrétaire général délégué des Républicains chargé notamment de la stratégie de communication et responsable du porte-parolat.
À la suite de scandales comme le Dieselgate, la Commission européenne annonce, en avril 2018, son intention de doter l'Union européenne d'un « recours collectif »,, à l'image des actions collectives américaines. L'objectif est de permettre à des groupes de consommateurs ayant subi un préjudice en raison de pratiques illégales, de lancer des actions en justice et d’obtenir des indemnisations,,. Le 25 mai 2018, Geoffroy Didier est désigné, par le Parlement européen, rapporteur de ce projet de directive. Les débats provoquent, durant de nombreux mois, de vives luttes d'influence entre les représentants des intérêts des consommateurs et ceux des industriels. Le texte est néanmoins adopté à la quasi-unanimité, le 6 décembre 2018, en commission des Affaires juridiques,, puis, le 26 mars 2019, en séance plénière du Parlement européen, à Strasbourg, par 579 voix pour et 33 contre,. Le 22 juin 2020, à l'issue de « 8h30 d'intenses négociations », Geoffroy Didier parvient à un accord politique avec le Conseil de l'Union européenne et la Commission. Cet accord est « unanimement » salué et jugé « historique » par les associations de consommateurs.

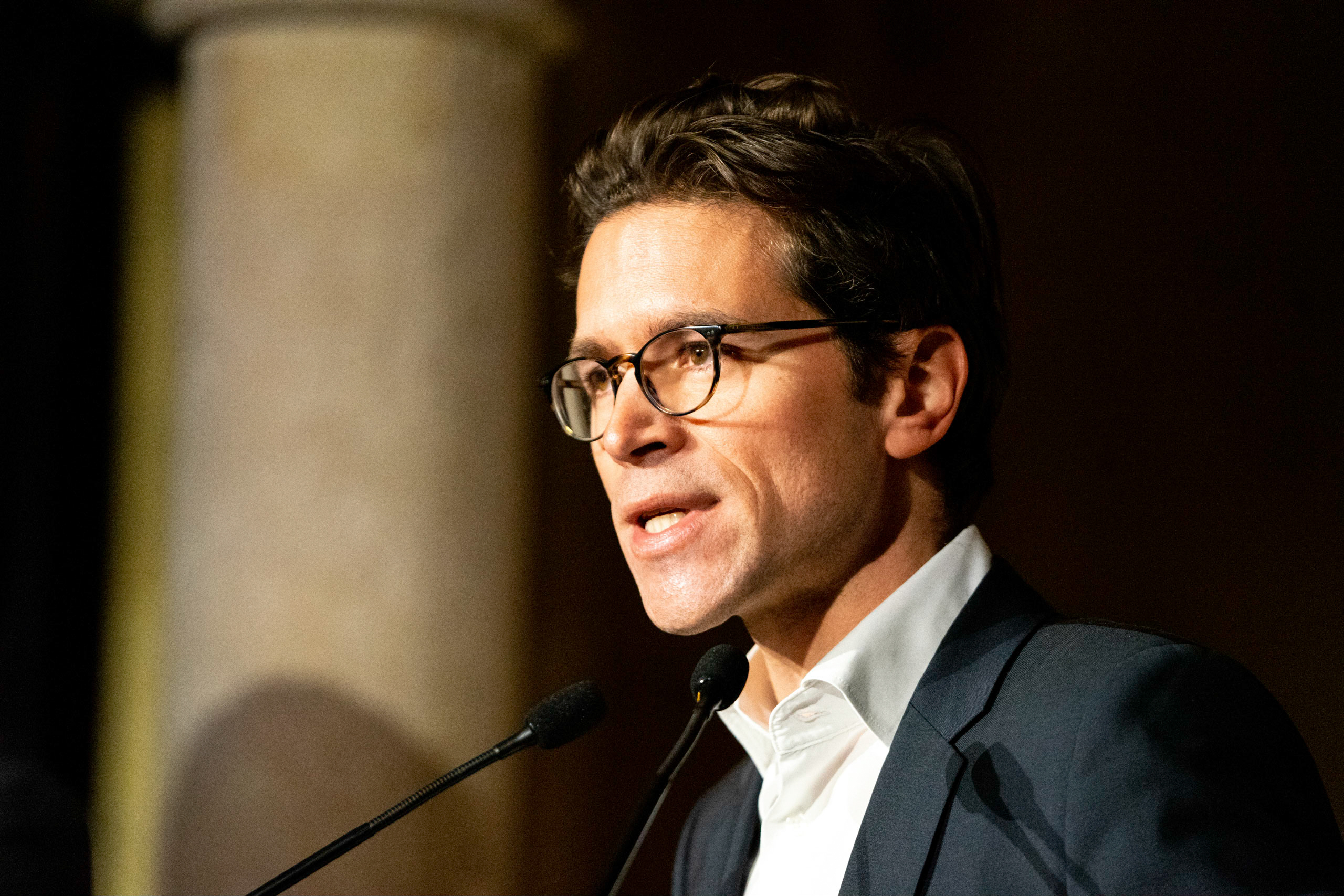
Geoffroy Didier en 2019.

Il figure en 7e position sur liste de l'Union de la droite et du centre, conduite par François-Xavier Bellamy, pour les élections européennes de 2019. Il est réélu député européen, la liste ayant obtenu huit élus.
En octobre 2019, Geoffroy Didier invite ses collègues de droite qui protestent contre l'ouverture de la PMA à toutes les femmes, à ne pas évoluer vers une droite « trop étroite »,, considérant qu’« il y a une autre droite que celle d'Éric Zemmour et de la Manif pour tous ».
Lors des élections régionales de 2021 en Île-de-France, il conduit la communication de la campagne de Valérie Pécresse. Figurant en cinquième position sur la liste des Hauts-de-Seine, il est réélu.
Il soutient Valérie Pécresse au congrès des Républicains de 2021 en vue de l'élection présidentielle de 2022.
En vue du congrès des Républicains de 2022, il soutient Éric Ciotti, candidat à la présidence du parti.
Aux élections européennes de 2024, il est onzième sur la liste LR-LC, une position jugée non-éligible au vu des intentions de vote accordées par les sondages à la liste conduite par François-Xavier Bellamy. Celle-ci obtient finalement six élus et Geoffroy Didier perd son mandat après six ans et demis passés au Parlement européen.
Candidat Les Républicains aux élections législatives anticipées qui suivant dans la 6e circonscription des Hauts-de-Seine, il finit en deuxième position d'une triangulaire au second tour avec 34,9 % des voix, dix points derrière la députée sortante, membre de la majorité présidentielle, Constance Le Grip.
Le 26 septembre 2024, Geoffroy Didier est élu président délégué de la région Île-de-France. Il est le premier dans l'exécutif régional de Valérie Pécresse, au-dessus des vice-présidents, avec une compétence générale et devient ainsi le numéro 2 de la région. Il a été, par ailleurs, désigné porte-parole de la région.

## Ouvrage
- La Fronde nationale, Paris, éditions du Moment, 2015[53].

## Dans la fiction
Dans la bande dessinée d'anticipation de François Durpaire et Farid Boudjellal, La Présidente, où Marine Le Pen gagne l’élection présidentielle de 2017, Geoffroy Didier devient ministre de la Justice.